# Station Pleszew Wąskotorowy
Station Pleszew Wąskotorowy is een spoorwegstation in de Poolse plaats Kowalew.